# 汪鋐
汪（1466年—1536年，音同宏），字宣之，号诚斋，晚號蓉東，别號石耳山人，南直隶徽州府婺源县（今江西婺源县）人，明朝政治人物，抗倭名將。弘治壬戌進士，嘉靖間官至吏部尚書兼兵部尚書。

## 生平
弘治二年（1489年）己酉科應天府鄉試第九十六名舉人。弘治十五年（1502年），登壬戌科二甲第五十八名進士，授南京戶部贵州司主事，升本部员外郎，改南京刑部员外郎。歷升广东按察司佥事、副使，奉敕巡视海道。正德十五年，升广东按察使。嘉靖元年，以治行第一，升广东右布政使，改浙江右布政使。六年，升本司左布政使，十月升都察院右副都御史，提督南贛汀漳等處軍務。嘉靖八年（1529年），钦取回院管事，当年冬升刑部右侍郎，不久升官至都察院右都御史掌管院事。九年，升任兵部尚書，奉敕提督团营军务，仍兼管都察院事。嘉靖十年，加升太子太保，次年改任吏部尚书。十三年，进勋柱国，同時兼任吏部及兵部尚書，次年九月致仕。嘉靖十五年（1536年）七月七日卒于家中，享年七十一，朝廷賜祭葬如例，贈少保，諡榮和。

## 事迹
正德九年（1514年），佛郎机（葡萄牙）人佔领东莞县屯门一帶，正德十六年（1521年），汪鋐任廣東海道副使時，率兵重新奪回屯門，史稱“屯門海戰”。嘉靖元年（1522年），於茜草灣之役再度大敗葡萄牙艦隊，生擒葡萄牙提督别都卢，明世宗令其鎮守南投，葡人不敢再犯。
万历元年（1573年），新安知县吴大训重修“汪刘二公祠”以示敬仰。

## 家族
曾祖汪濟川；祖父汪希文；父汪儼，字仲湿，號北山，前德興教諭。母李氏。